# Brumado
Brumado es una ciudad brasileña en Bahía, región Nordeste de Brasil, precisamente en la Mesorregión del Centro-Sur Baiano, en la microrregión del mismo nombre, 555 kilómetros de la capital del estado, Salvador. Su superficie es de 2 207,612 kilómetros cuadrados, y la sede ocupa un área de 2174 kilómetros cuadrados, en una altitud de 454 metros. Según el Instituto Brasileño de Geografía y Estadística (IBGE), en el año 2016 su población se estimó en 69,473 personas. El Índice de Desarrollo Humano (IDH) es 0,656 (promedio).
La ciudad es conocida como la "Capital do Minério" (Capital de mineral) por tener en su subterráneo una gran cantidad de minerales, que es la base de su economía y la sede de las grandes empresas mineras que mantienen sus actividades extractivas en Serra das Éguas (Sierra de las Yeguas), por cierto, también es una de las vistas de la ciudad, para formar un paisaje de montaña.
Lo municipio limita con los municipios de Livramento de Nossa Senhora, Dom Basílio, Aracatu, Rio de Contas, Malhada de Pedras, Tanhaçu, Ituaçu, Rio do Antônio, Lagoa Real y Caraíbas. Por hacer frontera con la ciudad de Río de Contas a través del río que lleva el mismo nombre, por lo que también hace frontera con la Chapada Diamantina. La ciudad es la sede de la multinacional Magnesita refractaria y la ciudad tiene la tercera mayor mina de magnesita en el mundo.

## Historia y orígenes
toponimia
No existe una versión definitiva del origen del nombre Brumado. Según Teodoro Sampaio Fernandes, el nombre "Brumado" tiene su origen en la expresión tupí Itimbopira (Y - Timbó - Pyra), lo que significa brumoso, cubierto de niebla. En la versión de José Dias, un ex sacerdote de la región, el nombre proviene de la Serra Geral y Chapada Diamantina, que al norte en la madrugada por la niebla que cubre las montañas de la ciudad. En otra versión, el origen de su nombre o etimología Brumado se asigna a la palabra de bromo; esta palabra que en el momento de la extracción de oro en Río Brumado, fue utilizado por los mineros y pioneros para distinguir la pérdida o el engaño o la desaparición de oro en la minería o la corriente que se suponía rica de este mineral. Con la antigua ortografía, se denomina "bromado" siempre que la formación de oro era aparentemente buena, el engaño mineros decepcionado, dejó el lugar en busca de otro, más prometedor. De acuerdo con el lexicógrafo Bluteau, el término "bromado" tiene su origen en el español: "broma". "Bromado" y "embromar" eran verbos del dialecto regional. De acuerdo con el escritor minero Nelson de Serra ' ", Bromado" es lo que resultó ogó - circón mineral formado por gránulos mezclados con monacita, un color amarillo similar al oro, o alguna extracción de oro en el medio de material sin valor. —, haber desaparecido de la mina, arroyo o río'. Otra versión dice que en el momento de la extracción, el Río Bromado, que se utilizó es bromo, metal de color rojo oscuro teñido de ese color el agua del río. Al darse cuenta de que el agua cambió de color, por lo general en la estación seca, los residentes dijo: "El río bromou!" Esta expresión también habría dado lugar al nombre de Río Brumado. O, simplemente, el nombre Brumado sólo sería una alusión a Río Brumado que abajo de la ciudad de Rio de Contas forma una hermosa cascada en el territorio de Livramento de Nossa Senhora, después de pasar a territorio brumadeño.
poblamiento

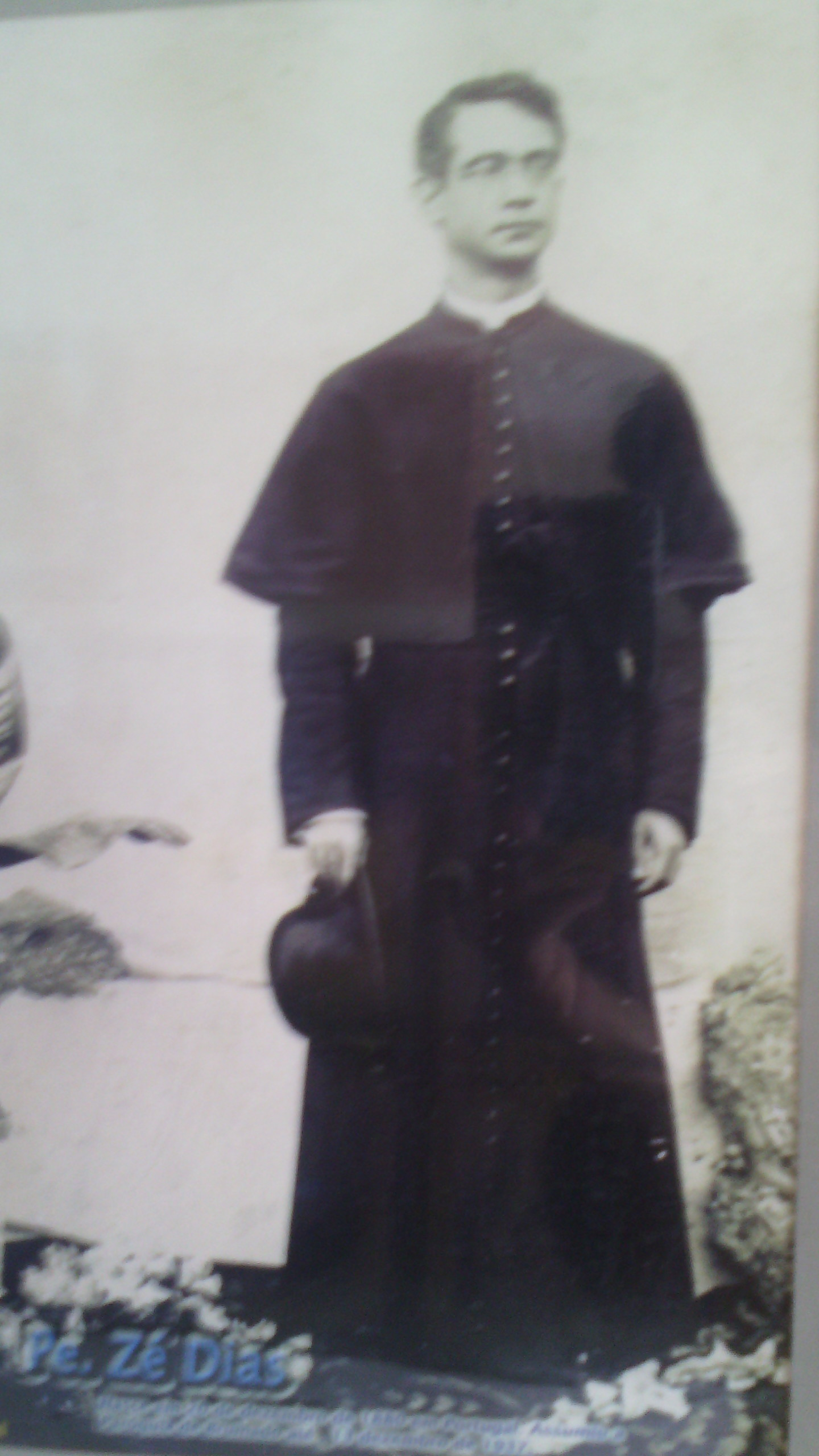
Padre José Días fue figura política y religiosa importante.

 En el siglo XVIII, el pionero Francisco de Souza Meira y su equipo salieron de la actual municipio de Livramento de Nossa Senhora, cruzando el Río Brumado, viniendo de la orilla derecha para llegar a la desembocadura del Río do Antonio, llegando en territorio indígena, a saber, Tupinambás feroz, y entre ellos se libró una gran batalla, cerca de la zona en la actualidad es la sede del municipio de Brumado. Fue la primera parte tomada y recibió el nombre de "conquista", y luego fundó una granja llamada Sierra das Éguas. A pesar de que estos indios resistieron firmemente el capitán de las participadas y su grupo estaban dispersando poco a poco perturbada por la presencia de los hombres blancos. En el futuro, la granja Serra das Éguas fue adquirida por João Antunes Moreira, que a su vez dejó en manos de su hijo, el padre André Antunes da Maia; quien finalmente vendió el 30 de junio de 1749 José de Souza Meira, hijo de Francisco de Souza Meira por 1 $ 462,700 (1 millón 462 miles y 700 Réis). Por lo tanto, la tierra volvió a manos de Meiras. En 1755, la Granja Campo Seco fue comprado por el portugués Miguel Lourenço de Almeida (familiar del Santo Oficio), clan de la familia Canguçu en la ciudad. La granja Serra das Éguas estaba cerca del área que ahora es la ciudad de Brumado. Se encuentra en el lado sur, la parte inferior de una montaña, que ahora se llama Serra das Mares, conocidos por los depósitos de magnesita y talco.
Emancipado

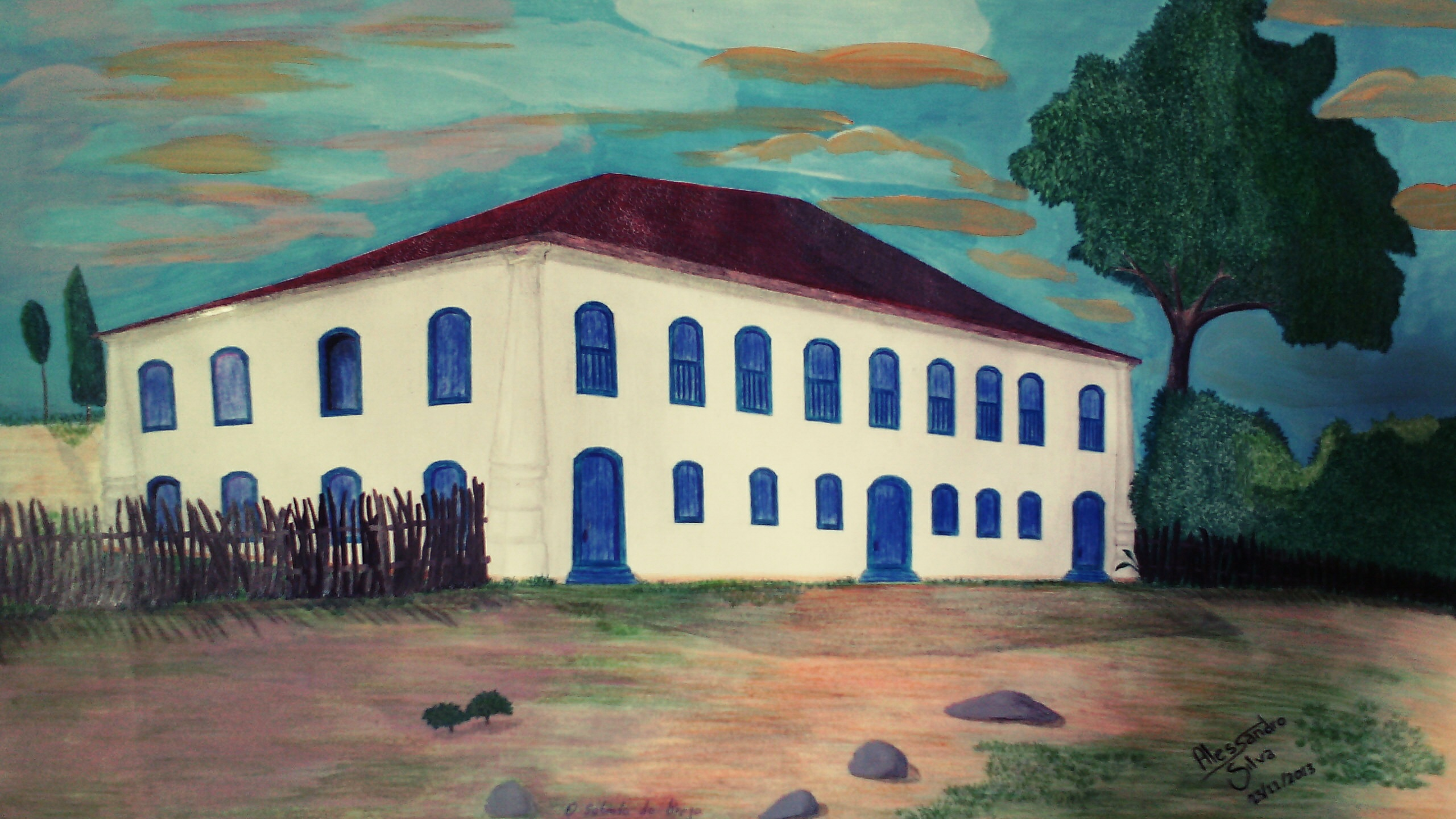
Sobrado do Brejo (Alessandro Silva 2003) fue un. Situado en la Sierra das Éguas en Brumado. Fue la residencia de los señores coroneles (los señores de Sobrado do Brejo). Hoy pertenece a la compañía de Magnesita.

Cuando Bom Jesus dos Meiras, la ciudad pertenecía a Livramento do Brumado (actualmente Livramento de Nossa Senhora). El 19 de junio de 1869, todavía bajo el nombre de Bom Jesus dos Meiras, el entonces vicepresidente de la provincia de Bahía, Antônio  Ledeslau de Figueiredo Rocha, firmado el Decreto y Ley Provincial n.º 1091, transformando así el poblamiento de Bom Jesus dos Meiras en el distrito del mismo nombre, lo conecta a Caetité, en el cual ya se emancipa. Poco después, Antonio Pinheiro Pinto Canguçu, el segundo señor de Sobrado do Brejo, contribuyó económicamente y con mano de obra para la construcción de la Capilla del Bom Jesus, debido a las demandas de los habitantes; Hoy en día, la antigua capilla es la iglesia de Brumado, que en aquel momento fue llamado el Igreja Senhor do Bonfim, lleva el nombre del santo patrón de la ciudad de Bom Jesus, y tuvo como primer vicario Padre José Mariano Meira Rocha. Bom Jesus dos Meiras separado de Caetité en 1877, recibiendo el título de villa. El autor del proyecto fue el diputado provincial Marcolino Moura. El dirigente político en ese momento era el Coronel Exupério Pinheiro Canguçu, el cuarto y último señor de Sobrado do Brejo. La emancipación política se produjo el 11 de junio de 1877, con la creación de la Ley Provincial N ° 1756. Se creó el primer Cámara de Concejales de Bom Jesus dos Meiras el 13 de febrero de 1878, compuesta por las siguientes personas que figuran a continuación y su posiciones respectivas: Presidente: coronel Exupério Pinheiro Canguçu; Secretario: Belarmino Jacundes Lobo; Abogado: Rufiniano de Moura Amorim; Impuestos: Plácido Guedes d'Oliveira; Porter: Francisco Alves Piraña. Hasta 1930, Bom Jesus dos Meiras compone de un solo distrito: el mismo nombre. Entre 1930 y 1933 fue nombrado intendente lo sacerdote José Dias Ribeiro da Costa. En su gestión durante la Era Vargas, Bom Jesus dos Meiras finalmente tuvo su nombre cambió a Brumado, en cumplimiento del Decreto del Estado N.º 7455 de 23 de junio de 1931, y la Ley del Estado N.º 7479 de 8 de julio de ese mismo año. La iniciativa para el cambio de nombre no ha pasado por la consulta popular, que era una decisión del vicepresidente provincial del estado, Antônio Ledeslau de Figueiredo Rocha. El 2 de marzo del mismo año, se firmó el Decreto y Ley federal N.º 311, y el 30 de marzo de 1939, el Decreto y Ley Federal n.º 1724, permitiendo así la creación de la ciudad Brumado. El alcalde en ese momento era Marcolino Rizério de Moura. Por lo tanto, Brumado comenzó a ser integrado por cinco condados. El 16 de junio de 1945, Duarte Barreto Moniz de Aragão se convirtió en el primer juez del condado.
En 1948, Armindo Azevedo dos Santos asumió como el primer alcalde elegido por voto directo. El comerciante y agricultor se eligió a tres términos: 1948-1950, 1955 - 1958 y 1963 - 1966. En sus esfuerzos, la ciudad alcanzó grandes avances, como el abastecimiento de agua, electricidad y pavimentación de varias calles y plazas del centro de la ciudad . La energía en Brumado en las décadas de 1940 a 1970 trabajó sólo hasta 21h30min. Fue a partir de entonces que la energía comenzó a funcionar en su totalidad. Entre 1967 y 1970, fue elegido alcalde Juracy Pires Gomes, con el apoyo del socio Armindo dos Santos Azevedo. En su mandato se llevaron a cabo importantes obras, como el nuevo ayuntamiento, el nuevo mercado municipal, la primera biblioteca pública de la ciudad; la principal fue la presa de Río do Antonio, que suministraría la ciudad para el año 2010.